# John Williams (sportiv)
John Williams (n. 12 septembrie 1953, Erie, Pennsylvania, SUA) este un arcaș ce a reprezentat Statele Unite ale Americii, medaliat olimpic. A participat la o ediție a Jocurilor Olimpice (1972) în care a câștigat o medalie de aur.

## Participări
Lista de mai jos prezintă principalele competiții la care a participat John Williams de-a lungul carierei.
- archery at the 1972 Summer Olympics – men's individual[*]